# Chiến tranh Minh – Việt (1407–1414)
Chiến tranh Minh-Việt diễn ra từ năm 1407 đến khoảng những năm 1413-1414 là cuộc chiến tranh giữa dân tộc Đại Việt dưới sự lãnh đạo của các vị vua nhà Hậu Trần cùng tông thất và các tướng lĩnh cũ của nhà Trần với lực lượng đô hộ của nhà Minh dưới thời Minh Thành Tổ. Cuộc chiến diễn ra nhằm mục đích giành lại độc lập cho Đại Việt khi đó đã bị nhà Minh xâm chiếm và đặt thành quận Giao Chỉ và là sự tiếp nối của cuộc kháng chiến chống Minh của nhà Hồ.

## Bối cảnh
Cuối thế kỷ 14, nhà nước quan liêu của quý tộc nhà Trần nắm giữ ngôi vua Đại Việt bắt đầu suy thoái. Cuộc chiến tranh kéo dài liên miên với Chiêm Thành, Ai Lao và Ngưu Hống cùng với những sách nhiễu của nhà Minh càng khiến đất nước thêm rối ren.
Năm 1400, Hồ Quý Ly giành ngôi nhà Trần lập ra nhà Hồ. Là vị vua đầu tiên của triều đại mới, Hồ Quý Ly đã tiến hành nhiều cải cách về kinh tế-xã hội và quốc phòng. Trong khoảng sáu năm, các cải cách tiến hành dồn dập cộng thêm nhiều nguyên nhân dẫn đến đất nước khủng hoảng. Bên cạnh việc loại bỏ những lực lượng trung thành với nhà Trần, nhà Hồ vẫn duy trì trong bộ máy nhà nước nhiều tôn thất quý tộc cũ.
Nhân cơ hội, vua Minh là Minh Thành Tổ ở Trung Quốc dùng chiêu bài "phù Trần diệt Hồ" đem quân sang xâm lược Đại Ngu. Nhà Hồ nhanh chóng thất bại. Thái thượng hoàng Hồ Quý Ly, vua Hồ Hán Thương, các Tướng quốc Hồ Nguyên Trừng, Hồ Quý Tỳ cùng nhiều tướng lĩnh khác bị bắt hoặc bị giết hại. Minh Thành Tổ nhanh chóng chỉ thị cho các tướng lĩnh lùng bắt con cháu họ Trần để lấy cớ là nhà Trần đã tuyệt tự để đô hộ nước Đại Ngu và biến Đại Ngu thành quận Giao Chỉ nội thuộc Trung Quốc. Đồng thời đặt ra một bộ máy cai trị hà khắc và các chính sách vơ vét, hủy diệt nền văn hóa.
Sự đô hộ của nhà Minh đã dẫn đến việc nhân dân Đại Việt nổi dậy mong muốn giành lại độc lập. Các tông thất nhà Trần đã tranh thủ sự ủng hộ của nhân dân lãnh đạo cuộc kháng chiến mà được sử sách ghi chép lại với tên gọi "kỷ Hậu Trần". Ngoài ra, còn các cuộc khởi nghĩa khác được sử sách ghi lại, nhưng không đầy đủ diễn biến từ đầu đến cuối.

## Trước khi nhà Hậu Trần tái lập
Dù ban đầu lấy chiêu bài "Phù Trần diệt Hồ" nhưng thực chất sau đó nhà Minh lại sai lùng bắt con cháu nhà Trần. Sau khi nhà Hồ thất bại và bộ mặt của nhà Minh lộ rõ, các cuộc nổi dậy của dân chúng Đại Việt nổ ra khắp nơi. Giữa năm 1407, nhân dân huyện Đông Lan và Trà Thanh thuộc Diễn Châu nổi dậy phá ngục, giết huyện quan. Trương Phụ và Trần Húc mang quân vào dẹp.
Tại châu Thất Nguyên (Lạng Sơn), dân tộc bản địa lập căn cứ chống quân Minh. Trương Phụ sai Cao Sĩ Văn đi đánh, đến châu Quảng Nguyên (Cao Bằng) thì bị quân khởi nghĩa giết chết. Sau Trương Phụ phái Trình Dương tăng viện mới thắng được.
Tháng 11 năm 1407, Phạm Chấn nổi dậy, lập Trần Nguyệt Hồ - một người tự xưng là tông thất nhà Trần - làm vua ở Bình Than. Tuy nhiên chỉ sau một thời gian ngắn, Trần Nguyệt Hồ bị bắt, Phạm Chấn trốn thoát và gia nhập cuộc khởi nghĩa do Trần Triệu Cơ phát động.
Tại châu Hạ Hồng, phủ Tân An, Trần Nguyên Tôn nổi dậy chống quân Minh nhưng nhanh chóng bị đánh bại. Nguyên Tôn cũng tụ tập lực lượng còn lại lui về vùng Ninh Bình ngày nay theo lực lượng của Trần Triệu Cơ.
Ngày 2 tháng 10 năm 1407, Thổ hào Thiên Trường Trần Triệu Cơ lập Nhật Nam Quận vương Trần Ngỗi (là con vua Trần Nghệ Tông, em vợ vua Hồ Quý Ly) lên làm vua ở Mô Độ, lấy theo hiệu cũ là Giản Định Đế. Từ đây, các lực lượng nổi dậy khởi nghĩa có một trung tâm lãnh đạo thống nhất và chính thống.

## Cuộc chiến của nhà Hậu Trần

### Rút vào Hóa châu
Tháng 11 năm 1407, quân Minh đánh vào Mô Độ, vì quân Trần mới tập hợp nên nhanh chóng bị tan vỡ. Vua Giản Định Đế phải rút vào Nghệ An. Bấy giờ có Đại Tri châu Hóa Châu là Đặng Tất giết quan lại nhà Minh, đem Hóa Châu về với nhà Hậu Trần, tự bản thân đem quân tới cần vương. Nguyễn Cảnh Chân cũng tới hội. Đặng Tất còn gửi thư gọi Phan Quý Hựu khi đó là Đồng Tri phủ Nghệ An theo về nhà Hậu Trần. Đặng Tất tiến con gái Đặng Thúy Hạnh làm Hậu phi, được phong Quốc công. Các tướng Nguyễn Cảnh Chân được phong Tham mưu Quân sự, Phan Quý Hựu được phong Thiếu bảo, Đặng Đức (em Đặng Tất) làm Tham mưu Tiên phong... Thế và lực của nhà Hậu Trần dần mạnh lên.
Tháng 12 năm 1407, Giản Định Đế sai các tướng Trần Nguyên Tôn, Trần Dương Đình, Trần Ngạn Chiêu, Phạm Chấn thu quân về Bình Than nhưng nhanh chóng bị đánh bại, phải lui về Nghệ An. Cùng tháng 12, theo đề nghị của Đặng Tất, Giản Định Đế tiến công hai phủ Nghệ An và Diễn Châu, tiêu diệt lực lượng của hai tông thất theo hàng quân Minh là Trần Thúc Dao và Trần Nhật Chiêu.
Ngày 30 tháng 1 năm 1408, tướng Minh là Tân Thành hầu Trương Phụ và Tham chính người Việt là Mạc Thúy dẫn quân tấn công phủ Diễn Châu. Quân Hậu Trần không chống nổi, rút vào Hóa Châu. Trương Phụ đuổi đến cửa biển Nhật Lệ, có Phạm Thế Căng là quan cũ của nhà Trần ra đón hàng, được Trương Phụ cho làm Tri phủ Tân Bình (Quảng Bình). Sau đó Trương Phụ rút về Đông Quan (Hà Nội) rồi mang đại quân về nước.

### Đại chiến Bô Cô
Tháng 4 năm 1408, Đặng Tất rước vua Giản Định về Nghệ An. Sau đó hai tháng, Đặng Tất tiến công phủ Tân Bình. Một trận chiến xảy ra tại núi An Đại, kết cục Phạm Thế Căng cùng cháu là Phạm Đống Cao bị bắt và bị xử tử. Đối phó với khó khăn quân sự trước mắt, quân Minh tại Giao Chỉ đã không đủ dùng, Minh Thành Tổ cho phép Đô Chỉ huy sứ Tôn Toàn đem 1 vạn quân sang tăng cường. Như vậy đến đây, nhà Hậu Trần đã nắm được quân dân 5 phủ vùng Bắc Trung Bộ là Thanh Hóa, Nghệ An, Diễn Châu, Tân Bình, Thuận Hóa; tích lũy một tiềm lực quân sự khá lớn để tiến ra vùng đồng bằng Bắc Bộ.
Sau một thời gian củng cố lực lượng, tháng 7 năm 1408, Quốc công nhà Hậu Trần là Đặng Tất quyết định mở một cuộc tiến công ra bắc. Đặng Tất tiến ra Trường Yên, thu thập các quan tướng, củng cố lại triều đình. Theo Minh sử, lúc này Đặng Dung đã chia quân đánh Bình Than và cửa Hàm Tử, chẹn đường đi lại tại Tam Giang. Đồng thời các châu huyện ven Đông Quan như Từ Liêm, Oai Man, Thượng Hồng, Đại Đường, Ứng Bình, Thạch Thất đều có quân nổi dậy hưởng ứng nhà Hậu Trần.
Nhà Minh nhanh chóng phản ứng. Tháng 8, Minh Thành Tổ điều các vệ quân ở Vân Nam, Quý Châu, Tứ Xuyên, Thành Đô tổng cộng hơn 4 vạn quân do Kiềm Quốc công Mộc Thạnh và Binh bộ Thượng thư Lưu Tuấn chỉ huy sang đàn áp. Lại sai các tướng ở Giao Chỉ là Hoàng Trung và Lữ Nghị chuẩn bị 2 vạn thủy quân cùng thuyền bè khí giới để dùng. Đồng thời Minh Thành Tổ cũng ban chiếu xoa dịu vua Trần để quân cứu viện có thêm thời gian.
Ngày 14 tháng 12 năm 1408, quân Hậu Trần và quân Minh đụng độ lớn ở bến Bô Cô (Nam Định). Lúc này Mộc Thạnh đem 5 vạn quân cứu viện hợp với quân Minh tại Giao Chỉ tiến công đúng thời điểm quân chủ lực của nhà Hậu Trần từ Nghệ An tiến ra.
Ngày 30 tháng 12 năm 1408, dưới sự chỉ huy của Giản Định đế và Đặng Tất, quân Hậu Trần đánh bại quân Minh một trận oanh liệt. Nhân lúc nước thủy triều lên cao, gió lớn, quân Hậu Trần đóng cọc ở sông và đắp luỹ hai bên bờ chống cự với hai cánh quân thủy bộ của địch từ giờ tỵ đến giờ thân, giết chết Thượng thư Bộ binh Lưu Tuấn, Đô đốc Lữ Nghị, Tham chính ty bố Giao Chỉ là Lưu Dục, Đô chỉ huy sứ Liễu Tông và 10 vạn quân Minh. Mộc Thạnh dẫn tàn quân chạy vào thành Cổ Lộng.

### Nhà Hậu Trần rạn nứt
Giản Định đế muốn thừa cơ đánh ngay vào lấy Đông Quan, nhưng Đặng Tất lại chủ trương đánh xong số quân địch còn sót lại rồi mới tiến. Vua tôi bàn mãi chưa quyết định được, viện binh quân Minh ở Đông Quan đã tiếp ứng cho Mộc Thạnh chạy về cố thủ Đông Quan. Đặng Tất chia quân vây các thành và gửi hịch đi các lộ kêu gọi hưởng ứng đánh quân Minh.
Bàn về chiến thuật sau trận Bô Cô, các sử gia có ý kiến khác nhau. Phan Phù Tiên cho rằng:
"Đặng Tất chỉ biết hành quân là gấp mà không biết cứu Đông Đô còn gấp hơn. Đông Đô có tầm hình thế của cả nước. Chiếm được Đông Đô thì các lộ không đâu không hưởng ứng, hơn nữa hào kiệt trung châu đều ở cả đó. Bỏ nơi ấy mà không lo đánh chiếm, lại chia quân phân tán đi các xứ, vì thế hiệu lệnh không thống nhất, rốt cuộc đi đến sụp đổ là đáng lắm!"
Theo Ngô Sĩ Liên:
Vua tính kế quyết thắng nhưng Tất không theo, cố nhiên là đáng tiếc. Song có lẽ Tất liệu vua mình không phải là bậc anh hùng như [Đường] Thái Tông, mà quân thì từ xa đến, lương thực có thể không tiếp tế được, còn quân ở kinh lộ thì chưa tập hợp được, chẳng thà theo phép hơn địch gấp 10 lần thì bao vây, hơn địch gấp 5 lần thì đánh là hơn. Nếu không thế thì thành Cổ Lộng chỉ cách Bô Cô không quá nửa ngày đường sao vẫn không thể thừa thế chẻ tre mà đánh. Huống chi thành Đông Quan. Kế ấy cũng chưa lấy gì làm hỏng lắm...
Theo Ngô Thì Sĩ:
Bô Cô ở sông Thanh Quyết, theo thủy triều, đi thuyền 3 trống canh có thể đến Lạc Tràng, đi thẳng lên Đông Đô không đến một ngày, thừa trận được to ấy, mà không tán thành lời quyết định của vua Giản Định, ai chả tiếc là thất cơ. Nhưng mà Tất đã vất vả ở Bố Chính, bị Trương Phụ đuổi ở phía sau, Thế Căng ngăn ở mặt trước, mà phá được Thế Căng, lấy lại Tân Bình, mới điều động được quân ở các trấn Thuận, Quảng, Hoan, Ái, để có quân tiến đánh Đông Đô; lặn lội hàng tuần đến được Bô Cô, may mà bẻ gãy được gươm giáo của quân Điền và Kiềm. trương thanh thế quân Thanh, Nghệ, còn một bước nữa thì đến Thăng Long, nòn xa gì nữa mà phải dùng dằng không tiến. Tất cả trù tính kỹ lắm rồi, Mộc Thạnh mới sang, xa xôi nghìn dặm, quân bị đói khát mỏi mệt, thoát chết ở Bô Cô là may lắm. Còn Trương Phụ là tay cáo già, như con hổ ngồi nhìn ở Đông Đô, bây giờ là toán quân cô độc của ta xa xôi kéo đến, chưa kể thủ thắng, vạn nhất trước mặt, sau lưng đều có quân địch, ta không có quân, lương cứu viện, có phải là dẫn thân đến chỗ chết không? Cho nên thà nghỉ ngơi để mà điều độ, mới là kế vạn toàn. Tất cũng là trí tướng đấy chứ. Nếu được dùng hết mưu đồ của ông, thì người Minh cũng phải có phen khốn đốn, quyết không dám bảo nước ta không có người.
Do bất đồng về sách lược, vua Giản Định không bằng lòng với Đặng Tất và Nguyễn Cảnh Chân. Nghe theo lời gièm pha, vua Giản Định sợ uy tín của hai người quá cao, lại nghi ngờ hai tướng "có ý khác" nên tháng 3 năm 1409, vua Giản Định giết chết Đặng Tất và Nguyễn Cảnh Chân.
Hai người con của hai ông là Đặng Dung và Nguyễn Cảnh Dị bất bình vì cha bị giết oan, bỏ đi lập Trần Quý Khoáng làm vua, tức là vua Trùng Quang Đế.

### Quân Minh thắng thế
Sau khi lên ngôi, Trần Quý Khoáng sai Nguyễn Súy đem quân đón Giản Định Đế để tránh sự phân tán lực lượng, tôn Giản Định làm Thượng hoàng.
Tháng 7 năm 1409, Thượng hoàng Trần Ngỗi và vua Trùng Quang chia quân hai đường đánh quân Minh. Thượng hoàng đóng ở Hạ Hồng (Ninh Giang), Trùng Quang đế đóng ở Bình Than. Quân Minh cố thủ không dám ra đánh.
Được tin Mộc Thạnh thất trận, nhà Minh điều Trương Phụ mang 47.000 quân sang cứu viện, thế quân Minh lại lên. Trần Ngỗi bỏ thuyền lên bờ, chạy về trấn Thiên Quan. Trùng Quang đế ngờ Thượng hoàng có ý tách lực lượng riêng nên sai Nguyễn Súy đuổi theo nhưng không kịp. Trương Phụ mang quân đuổi theo bắt được Trần Ngỗi và Thái bảo Trần Hy Cát, sai giải về Kim Lăng (Trung Quốc) và sát hại.
Tháng 8, Trùng Quang Đế cầm cự với Trương Phụ ở Bình Than. Vua Trần lệnh cho Đặng Dung giữ cửa Hàm Tử. Bấy giờ lương thực rất thiếu thốn, Đặng Dung chia quân đi gặt lúa sớm để cấp cho quân. Quân Minh dò biết, dùng thủy quân đánh cửa Hàm Tử, quân của Dung tan vỡ. Minh sử ghi lại Trương Phụ đánh với 20.000 quân Hậu Trần có 600 thuyền chiến, giết hơn 3.000 người, số bị chết đuối "vô số", và bắt được hơn 400 thuyền chiến.
Ngày 6/9/1409, quân Minh giao chiến với quân Hậu Trần ở cửa sông Thần Đầu. Quân Hậu Trần có đến 400 chiến thuyền, tiến đánh rất hăng hái, nhưng không đọ lại được với hỏa lực quân Minh nên phải rút lui.
Nhà Minh muốn đánh chiếm nước Việt lâu dài nên năm 1410, Tổng binh Trương Phụ sai quân mở đồn điền ở địa bàn Tuyên Quang, Thái Nguyên, Tam Giang tạo lương thực cho quân, lại cấp ruộng đất cho các thổ quan đầu hàng để họ thu tô thay cho bổng lộc, cấp ruộng đất cho quân đội để cày cấy lấy lương thực. Nhà Minh còn cấp bằng ghi công trạng cho các thổ quan đi đánh dẹp quân khởi nghĩa người Việt. Vì vậy có một bộ phận người Việt là thổ quan, hàng tướng phản bội, cùng với những kẻ nhát gan đã từng tiếp tay cho địch diệt nhà Hồ, nay lại giúp cho quân Minh chống lại Trùng Quang Đế.
Quân Minh truy kích quân Hậu Trần, đến ngày 7/2/1410 đuổi đến châu Ngọc Ma thì thổ binh người Thái cùng voi chiến đổ ra đánh. Quân Minh dùng hỏa hổ bắn voi và quản tượng, voi hoảng sợ quay đầu chạy, quân Thái tan vỡ. Đến ngày 12 tháng 2 năm 1410, quân Minh lại giao chiến với 2 vạn quân Hậu Trần tại Đông Hồ, giết 4.500 người và bắt làm tù binh 2000 người, quân nhà Trần thua phải chạy về Nghệ An.
Sau khi bắt được Trần Ngỗi, nhà Minh cho rằng việc bình định đã gần hoàn thành, nên Trương Phụ xin với vua Minh về nước, để Mộc Thạnh ở lại chỉ huy lực lượng quân Minh đã được tăng cường, đánh dẹp.
Dù rằng bị đánh lui về phía nam, nhưng lực lượng nhà Hậu Trần tiếp tục hoạt động và kiểm soát từ Nghệ An trở vào. Tháng 5 năm 1410, Trùng Quang Đế và Nguyễn Cảnh Dị đánh thắng quân của Đô đốc Giang Hạo nhà Minh ở La Châu, Hạ Hồng, thừa thắng truy kích đến bến Bình Than, đốt phá thuyền trại của quân Minh.
Tháng bảy năm 1411, Trùng Quang Đế và Nguyễn Súy chia quân đánh các cửa biển, bắt nhóm thổ quan theo quân Minh và Nguyễn Chính ở Bài Lâm, chém bêu đầu.
Trước tình hình đó, trong năm 1411, Minh Thành Tổ lại sai Trương Phụ mang quân sang tiếp viện cho Mộc Thạnh để dẹp các phong trào chống đối của người Việt một lần nữa. Nhà Minh huy động quân 6 Đô ty Tứ Xuyên, Quảng Tây, Giang Tây, Hồ Quảng, Vân Nam, Quý Châu và 14 vệ, giao cho Trương Phụ dẫn 24.000 quân tiến sang. Quân Minh tiến về phía nam, đường thủy do Trương Phụ chỉ huy, đường bộ do Mộc Thạnh chỉ huy, định đánh kẹp quân nhà Trần lại tại các căn cứ dọc các cửa sông đổ ra biển.
Tháng sáu năm 1412, Trương Phụ, Mộc Thạnh đem quân đánh Nghệ An gặp quân của Nguyễn Súy, Nguyễn Cảnh Dị, Đặng Dung ở Mô Độ vùng Ninh Bình, Nam Định. Chưa phân thắng bại thì Nguyễn Súy, Cảnh Dị rồi Hồ Bối đều bỏ chạy, Đặng Dung phải dùng thuyền nhẹ rút lui ra biển, các thành tại Thanh Hóa, Diễn Châu, Nghệ An bị chiếm.

### Nỗ lực cuối cùng của nhà Hậu Trần
Sau khi bị dồn về phía Nam, đến tháng 3 năm 1413 Trùng Quang Đế mới trở lại Nghệ An với một lực lượng đã suy yếu nhiều, nhưng vẫn nuôi hy vọng phục hồi thế trận. Trương Phụ lại đánh vào Nghệ An, Trùng Quang Đế phải rút về Châu Hóa, sai Nguyễn Biểu làm sứ đi cầu phong. Nguyễn Biểu đến Nghệ An bị Trương Phụ bắt giữ, Nguyễn Biều tức giận mắng Trương Phụ và bị Phụ giết chết.
Trương Phụ được Việt gian Phan Liêu chỉ điểm cho biết nơi quân Hậu Trần ẩn náu liền quyết định đem quân vào châu Hóa.
Tháng 9 năm 1413, Trương Phụ tiến quân truy kích quân Hậu Trần. Hai bên gặp nhau ở kênh Sái Già. Quân Hậu Trần do Nguyễn Súy và Đặng Dung chỉ huy. Quân hai bên đang cầm cự nhau, Đặng Dung mai phục binh tượng, nửa đêm đánh úp doanh trại Trương Phụ. Đặng Dung nhảy lên thuyền của Trương Phụ, định bắt sống Phụ nhưng không nhận ra. Trương Phụ vội đi thuyền nhỏ trốn chạy. Quân Minh tan vỡ đến một nửa, thuyền bè, khí giới bị đốt phá gần hết. Nhưng lúc đó Nguyễn Súy không chịu hợp sức đánh. Trương Phụ thấy quân của Dung ít, quay lại đánh. Quân Đặng Dung tan chạy.
Tháng 10 năm 1413, Trương Phụ sai Đô đốc Hoàng Trung đi dò trước, chặn ở thượng lưu. Nguyễn Súy sai ba thích khách, đội cỏ xuôi dòng đến thuyền của Trương Phụ. Một người trèo lên mũi thuyền, hai người trèo lên đuôi thuyền. Trương Phụ biết được và đề phòng, bắt được hai người, giết một người, thả người kia.
Sau những nỗ lực không thành, thế lực của vua tôi Trùng Quang Đế rất suy yếu, phải bỏ trốn trước sự truy kích của quân Minh.
Tháng 11 năm 1413, Nguyễn Cảnh Dị và Đặng Dung bị Trương Phụ bắt sống. Nguyễn Cảnh Dị chửi mắng Trương Phụ nên bị giết. Trùng Quang Đế chạy sang nước Lão Qua, sau đó bị người của Trương Phụ bắt. Các tướng Hậu Trần cũng lần lượt bị bắt. Người của Thuận Hóa cũng ra hàng, từ đó nhà Hậu Trần chấm dứt.
Đầu năm 1414, vua Trùng Quang cùng các bầy tôi bị giải về Trung Quốc. Giữa đường, Trùng Quang Đế nhảy xuống nước tự vẫn. Các bầy tôi Đặng Dung, Nguyễn Súy sau đó cũng đều tự vẫn chết vì nước.

## Những lực lượng chống Minh khác
Sau khi dẹp được nhà Hậu Trần, quân Minh quay sang dẹp các cuộc khởi nghĩa nhỏ khác.
Em Trùng Quang Đế là Trần Quý Tám thu thập tàn quân Hậu Trần khởi binh. Một tông thất khác cũng có tên là Trần Nguyệt Hồ (không phải Trần Nguyệt Hồ khởi nghĩa ở Bình Than năm 1407) cũng nổi dậy. Một vài cánh quân nhỏ khác hưởng ứng như Nguyễn Tông Biệt, Hoàng Thiêm Hữu.
Nông Văn Lịch ở Lạng Sơn sau khi giết được tướng người Việt là Tham chính Mạc Thúy (năm 1410) vẫn tụ tập quân lính chẹn lấp đường đi lại của quân Minh, giết được nhiều quân địch. Nhưng sau đó Nông Văn Lịch lại thông dâm với vợ của cấp dưới, binh sĩ tức giận giết chết.
Nguyễn Liễu ở Lý Nhân chiêu tập người các huyện Lục Na, Vũ Lễ đánh quân Minh trong mấy năm. Sau đó lực lượng của Trùng Quang Đế bị yếu thế, đường bị ngăn trở không thông, quân của Nguyễn Liễu bị tan vỡ dần. Tham nghị người Việt theo quân Minh là Nguyễn Huân giả vờ kết thông gia với Nguyễn Liễu rồi dụ ông đến giết chết.
Các lực lượng khởi nghĩa nhỏ nhanh chóng bị dẹp, chỉ còn vài phong trào với quy mô hẹp và không ảnh hưởng tới sự cai trị của nhà Minh như Trần Quý Tám ở Tĩnh An (Quảng Ninh), Nguyễn Tống Biệt ở Hạ Hồng,...
Lúc này nhà Minh cho rằng sự bình định ở Giao Chỉ cơ bản đã hoàn thành, nên điều Trương Phụ cùng một phần lớn đạo quân viễn chinh về nước. Việc đánh dẹp và chiếm giữ được giao lại cho các đạo quân phần nhiều gồm binh lính mộ bản xứ và có các chỉ huy là người Việt. Đây có lẽ là lý do sự chiếm đóng của nhà Minh nhanh chóng sụp đổ khi các binh lính người Việt này nổi dậy hoặc hưởng ứng các cuộc nổi dậy sau này.

## Nhận định
Ngô Thì Sĩ có lời bàn:
Người Minh thống trị nước ta, tự nghĩ có thể lấy oai lực mà áp chế được; nhưng từ tháng 5 Đinh Hợi bắt được Hồ rồi, tháng 10 vua Giản Định lại lên ngôi, rồi đến vua Trùng Quang, trong 5, 6 năm, chiến tranh không thôi, mới biết là khó bình được. Bấy giờ cần quyền ban chiếu sắc, nghĩ cách úy dụ dân; nhưng mà Trương Phụ đi đến đâu, dữ hơn hổ cái, Hoàng Phúc ra mệnh lệnh rối như lông lươn, vua Minh ở xa cách, không biết dân thuộc quốc khốn khổ đến thế, bảo sao mà dân chả nhớ nước cũ, mà coi Minh là cừu thù.
Phạm Văn Sơn trong Việt Sử Toàn thư nhận xét:
Nhà Hậu Trần thất bại không phải là điều ngạc nhiên vì kiểm điểm tình trạng của mấy triều vua cuối cùng dòng Đông A, năng lực của các nhà lãnh đạo và sự kiệt quệ của nhân dân đời bấy giờ, ta thấy rõ rệt triều Trần không thể tồn tại mãi trên sân khấu chính trị Việt Nam. Nền móng đã lún, cột kèo đã mục, thì làm thế nào khỏi sự sụp đổ.
Dẫu sao, ta cũng phải ngợi khen con cháu nhà Trần đến lúc suy tàn còn có một phen quật khởi, nhưng cũng do sự sụp đổ hoàn toàn của họ Trần, ta thấy rõ lý do xã hội Việt Nam cần phải thay trò đổi cảnh, con thuyền quốc gia mỏng manh như vậy mà trao mãi cho những tay lái bất tài thì sinh mạng của những kẻ đồng hành há là rơm rác sao! Ngoài ra, nhân dân Việt Nam đã ủng hộ cuộc kháng chiến của họ Trần đến như thế cũng là hết lòng, mà họ Trần không tái tạo nổi cơ đồ thì không còn phiền trách vào đâu nữa.